# João Amorim (cầu thủ bóng đá, sinh tháng 7 năm 1992)
João Filipe Amorim Gomes (sinh ngày 26 tháng 7 năm 1992), hay Amorim, là một cầu thủ bóng đá người Bồ Đào Nha thi đấu cho F.C. Arouca ở vị trí hậu vệ phải.